# Марфа-посадница (роман)
«Марфа-посадница» — исторический роман русского писателя Дмитрия Балашова, впервые изданный в 1972 году. Рассказывает о гибели Новгородской республики.

## Сюжет
Действие романа происходит в 1471—1478 годах. В основе сюжета конфликт между Новгородской республикой и Великим княжеством Московским, который закончился гибелью вечевого строя. При этом события рассматриваются исключительно с новгородской точки зрения. Центральный герой романа — Марфа Борецкая, глава наиболее влиятельной аристократической группировки Новгорода, попытавшейся заключить антимосковский союз с Литвой. Она терпит поражение, её сына Дмитрия, играющего важную роль в сюжете, берут в плен и казнят (1471). Спустя семь лет республиканские порядки в Новгороде упраздняют, а Марфу лишают владений и увозят.
В романе появляются и другие исторические персонажи (Иван III, Михаил Олелькович, Степан Брадатый и др.). В ещё одной сюжетной линии действуют вымышленные персонажи: новгородец Иван попадает в плен к москвичам в сражении при Коростыни, ему отрезают нос и губы, но он остаётся в живых и возвращается к семье.

## Публикация и оценки
«Марфа-посадница», изданная в 1972 году, стала первым романом Балашова. На тот момент писатель, известный в первую очередь как учёный и собиратель русского фольклора, был автором исторической повести «Господин Великий Новгород»; эти два произведения объединяют в условный «новгородский цикл». В романе Балашов, по словам литературоведа Вольфганга Казака, «нашёл свой собственный стиль, в котором современная речь соединяется с элементами средневековой лексики».
Специалисты отмечают, что в «Марфе-посаднице» Балашов прибег к хроникальному изображению событий, типичному для советской исторической прозы 1970-х годов. Роман стал художественным опровержением господствовавшей в историографии точки зрения, согласно которой присоединение Новгорода к Москве — безусловно прогрессивное и позитивное событие. Симпатии автора явно на стороне новгородцев, внутренне независимых людей, живущих напряжённой духовной жизнью; Москва же изображена как аморальная политическая сила.